# باتلر (جورجیا)
باتلر، جورجیا (به انگلیسی: Butler, Georgia) یک شهر در ایالات متحده آمریکا با جمعیت ۱٬۷۷۵ نفر است که در جورجیا واقع شده‌است.

## موقعیت جغرافیایی
موقعیت جغرافیایی شهرها و مناطق اطراف به شرح زیر است:

## نگارخانه

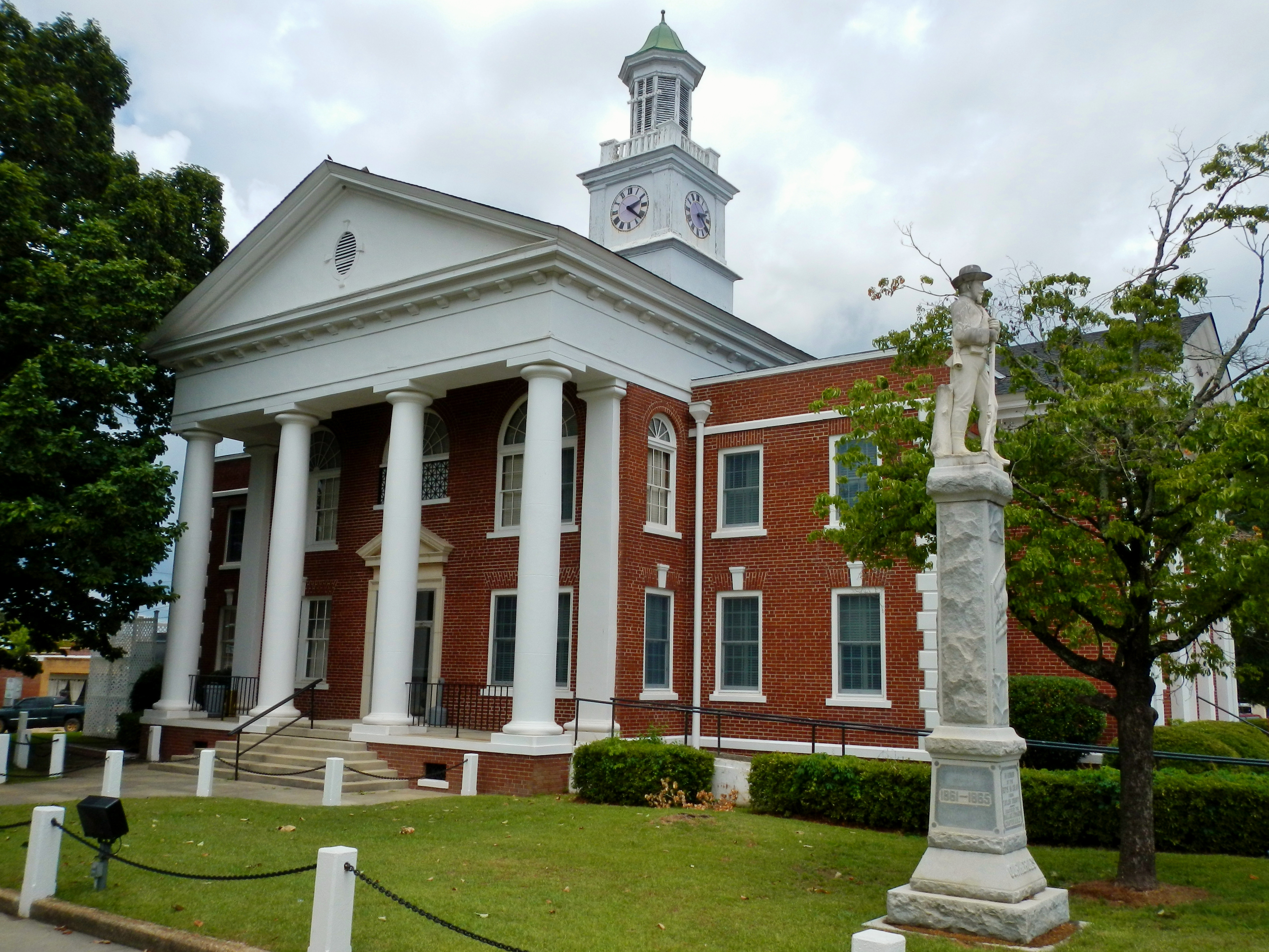
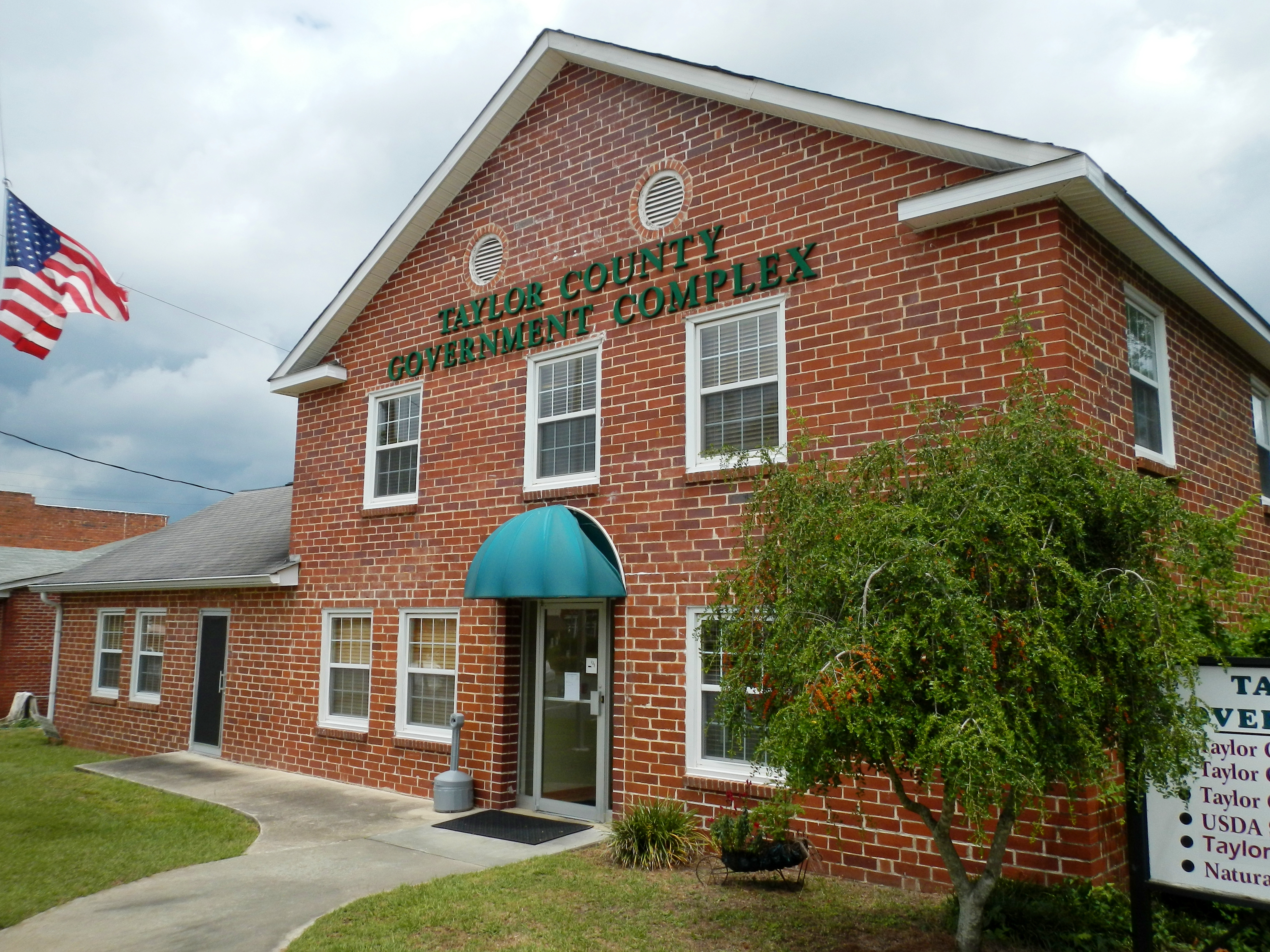
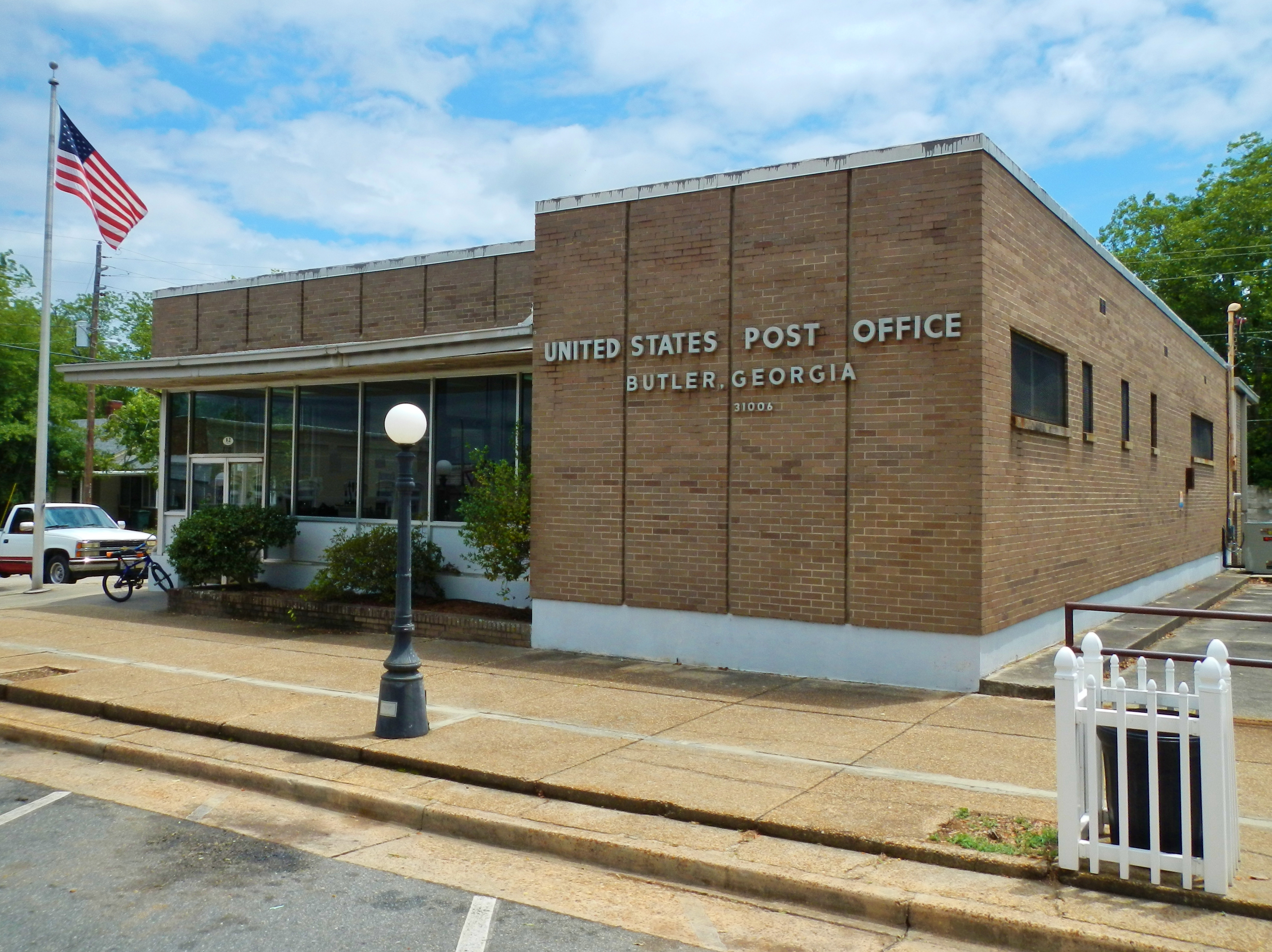
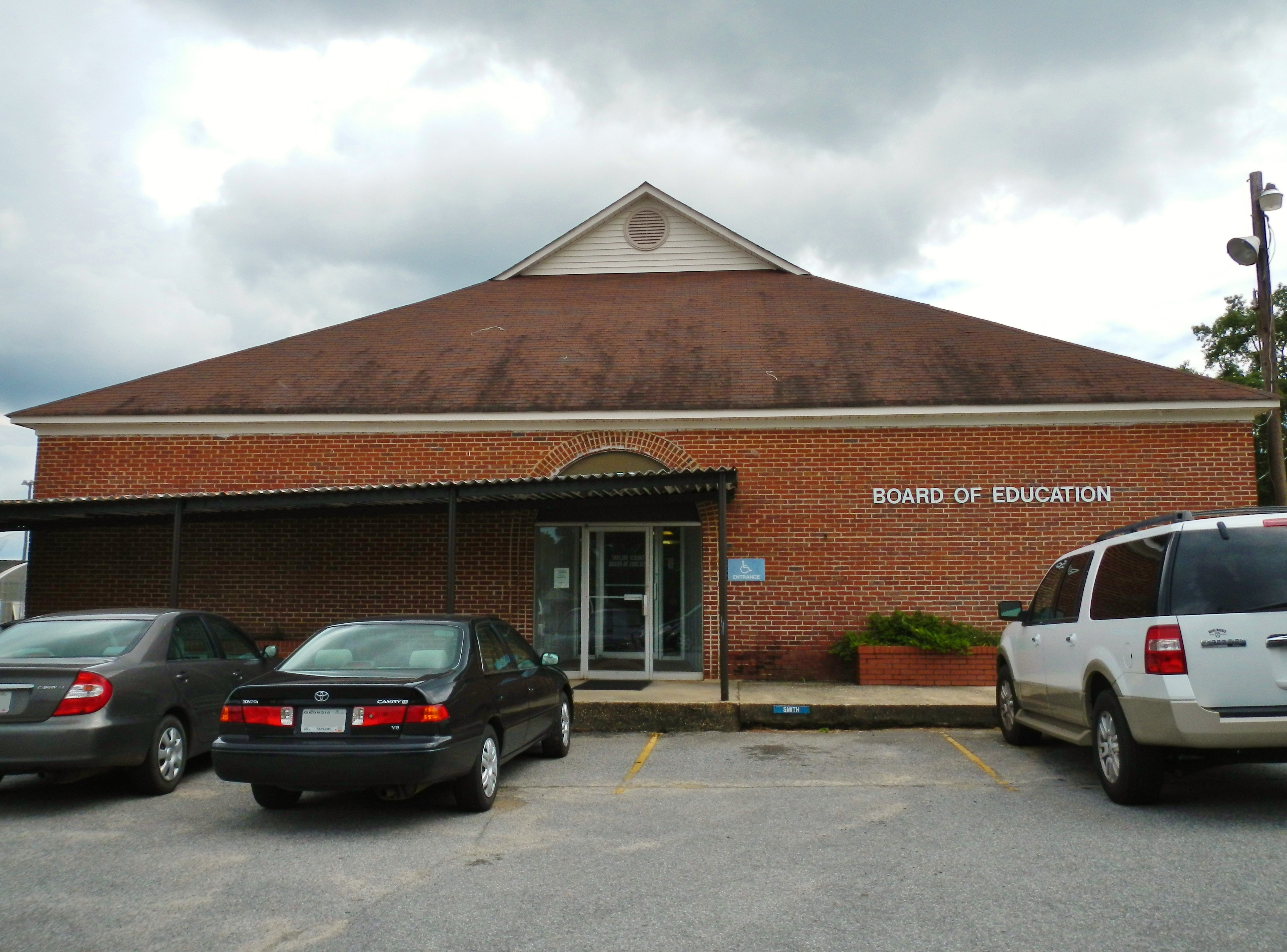
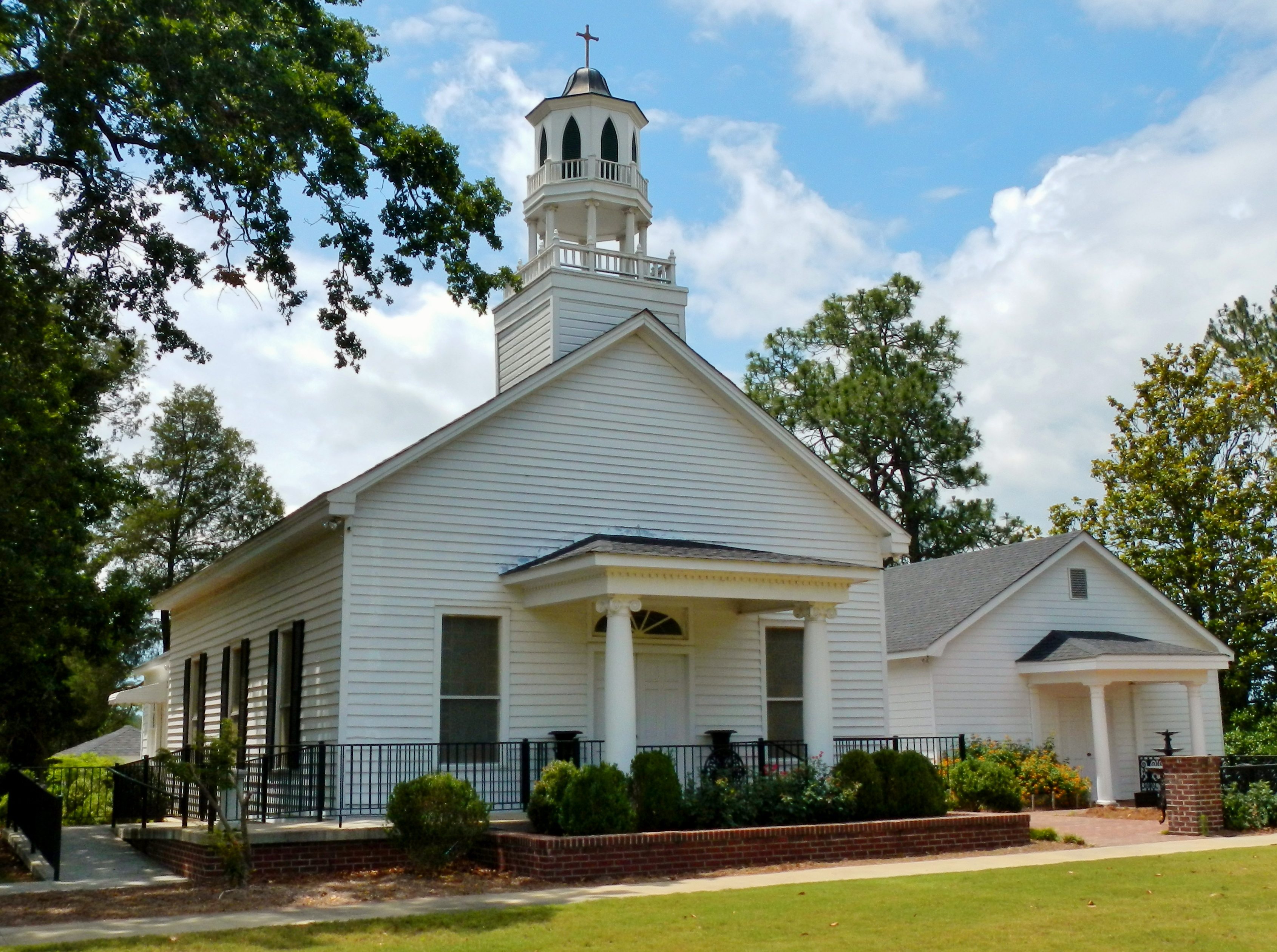
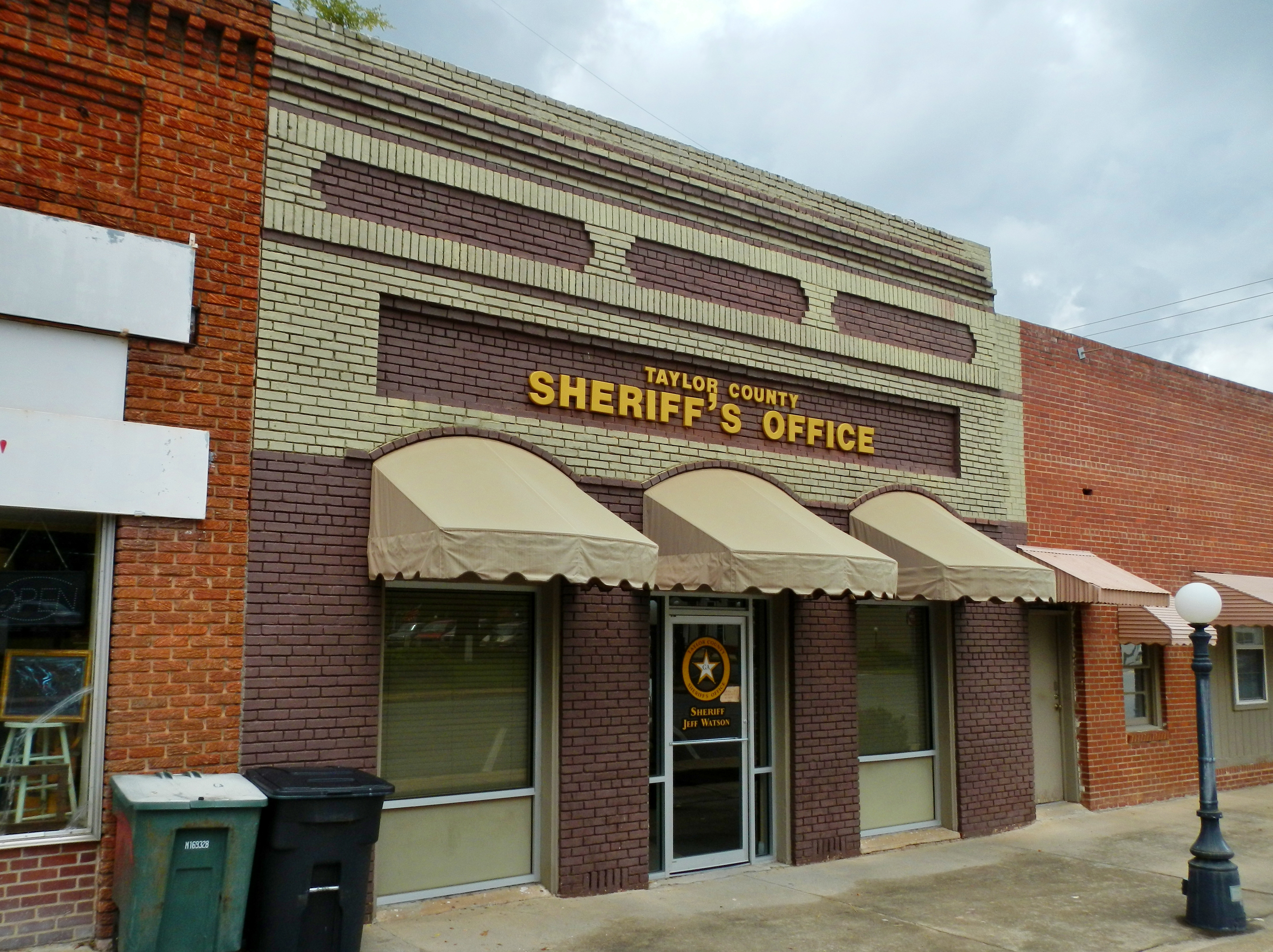